# Carlo Greppi
Carlo Greppi (Torino, 24 dicembre 1982) è uno storico, scrittore e curatore editoriale italiano.
Oltre all'attività di storico e scrittore, è stato membro del Comitato scientifico dell'Istituto nazionale Ferruccio Parri, ha fondato l'Associazione Deina, collabora con Rai Storia e con Radio 3 e cura la serie Fact Checking: la Storia alla prova dei fatti della casa editrice Laterza. Collabora saltuariamente con La Stampa, Jacobin Italia, Doppiozero, e con varie altre testate nazionali. 

## Biografia
Dopo la maturità Greppi ha frequentato il Master di Tecniche della narrazione della Scuola Holden di Torino, ha poi conseguito la laurea magistrale binazionale franco-italiana in Culture Moderne Comparate presso l'Università degli Studi di Torino e l'Université Savoie Mont-Blanc con una tesi sul patriota libico Mohamed Fekini e il dottorato di ricerca in Studi storici sempre presso l'ateneo torinese. 
Tra il 2010 e il 2011 ha lavorato nella redazione della mostra Fare gli italiani. 150 anni di storia nazionale, curata da Walter Barberis e Giovanni De Luna in occasione del 150º anniversario dell'Unità d'Italia. Nel 2013 ha fondato l'Associazione Deina, per la quale si occupa della redazione e della realizzazione di percorsi formativi sulla storia del Novecento e dell'organizzazione di viaggi di memoria e di istruzione. Collabora con il mondo della scuola e incontra spesso le studentesse e gli studenti. Ha spesso dichiarato che i suoi maestri sono, tra gli altri, Angelo Del Boca e Giovanni De Luna.
Il primo saggio di Carlo Greppi, L'ultimo treno. Racconti del viaggio verso il lager, risultato di una borsa di studio presso l'Istituto piemontese per la storia della Resistenza e della società contemporanea "Giorgio Agosti", è uscito per Donzelli nel 2012 e ha vinto il premio Ettore Gallo dell'Istituto storico della Resistenza di Vicenza, dedicato agli storici esordienti. Il libro è uno studio della memoria della deportazione politica e razziale dalla penisola italiana. Ha poi pubblicato Uomini in grigio. Storie di gente comune nell'Italia della guerra civile per Feltrinelli (2016), una rielaborazione della sua tesi di dottorato, e altri saggi storici per Laterza, Feltrinelli e Utet. Il suo saggio 25 aprile 1945 è stato nella rosa dei titoli selezionati per il premio Viareggio Rèpaci. Già da questa prima fase emerge una grande attenzione alla scrittura e al progetto di scrivere di storia contaminandola con tecniche di narrativa, con l'idea di sperimentare e proporre tono e timbro letterario alla saggistica.
Con L'età dei muri. Breve storia del nostro tempo, Greppi ha indagato il lungo Novecento attraverso una storia dei muri e delle linee di divisione contemporanee tra il 1916 e il 2019, dando grande centralità alle due guerre mondiali e alla caduta del muro di Berlino, a cui fa seguito l'attuale "età dei muri". Il libro annoda ricerca, testimonianza, disobbedienza civile e cultura pop attraverso quattro biografie paradigmatiche: Emanuel Ringelblum, storico dell'ebraismo che, chiuso nel ghetto di Varsavia, ne diventa l'archivista tra il 1939 e il 1943; Joe J. Heydecker, soldato della Wehrmacht che ha documentato il ghetto con le sue fotografie; John Runnings, pacifista canadese che per protesta nel 1986 camminò sopra il muro di Berlino e lo prese a martellate; Bob Marley, simbolo vivente della musica reggae e profeta di un mondo senza muri.
Alla riflessione metodologica per la disciplina è dedicato La storia ci salverà. Una dichiarazione d’amore (2020), mentre Il buon tedesco (2021) racconta la storia dei disertori tedeschi e austriaci che si unirono alla Resistenza italiana, a partire dalla figura di Rudolf Jacobs, caporalmaggiore della Kriegsmarine che morì armi in pugno combattendo con la Brigata Garibaldi “Ugo Muccini”.
Nel 2023 Greppi pubblica per Laterza Un uomo di poche parole. Storia di Lorenzo, che salvò Primo, la biografia di Lorenzo Perrone, il muratore di Fossano che ad Auschwitz aiutò sistematicamente Primo Levi, permettendogli di sopravvivere al lager. Il saggio è stato tradotto in spagnolo, olandese, francese, inglese e portoghese, ed è in corso di traduzione in russo. Con questo testo, programmaticamente dedicato alla figura di un "Giusto tra le nazioni" la cui voce è difficile da rintracciare nella pubblicistica e nella memoria, intensifica il lavoro di indagine su biografie di personaggi "minori", la cui vicenda è pero in grado di illuminare più ampi contesti e sollevare questioni di rilevanza civile e politica. 
Nel 2024 pubblica storie che non fanno la Storia, testo di riflessione epistemologica che solleva in particolare la questione della ricostruzione documentaria delle vite e di comunità del passato non particolarmente celebri o trascurate dalla grande storiografia, e propone dunque un esercizio di storia sociale con un deciso impegno civile, con una riflessione della storiografia più recente e con una messa al centro del discorso della soggettività in ambito delle scienze storiche. 
Nel 2024 cura, con Chiara Colombini, la Storia internazionale della Resistenza italiana, opera collettiva che raccoglie una decina di saggi redatti da specialisti/e del tema, in cui riprendendo il tema della presenza di "stranieri" nella Resistenza italiana viene indagato il contributo di combattenti appartenenti a svariate nazionalità nella guerra di Liberazione dell'Italia. Emerge dunque la presenza di un numero importante, tra i quindici e i ventimila combattenti, statunitensi, britannici, neozelandesi,  francesi, sudafricani, jugoslavi, libici, etiopi, eritrei e somali, tedeschi, sovietici, polacchi, cecoslovacchi, rom ed ebrei stranieri. SI tratta di soggetti che per una serie di motivazioni diverse hanno dato vita a una ancora poco nota dimensione della Resistenza, che può essere letta come una guerra contro il nazionalismo ben rappresentato dalla cultura politica dei regimi dell'Asse.
A marzo del 2025 esce Figlia mia, la biografia di Franca Jarach, ragazza desaparecida in Argentina a 18 anni e mezzo e figlia di Vera Vigevani Jarach, una delle Madri di Plaza de Mayo.
Autore, insieme ad altri, di Trame del Tempo, dal Novecento a oggi il libro di storia contemporanea che sta facendo discutere sia il mondo scolastico che quello politico. 
Nel volume 3, infatti, adottato in alcuni licei come il Parini di Milano,  ci sono prese di posizione esplicite contro la premier Giorgia Meloni e il suo governo.
Fratelli d'Italia viene descritto nel libro come il partito che "riesce a far convergere su di sé una quantità sorprendente di voti dell'estrema destra". Si afferma anche che Fratelli d'Italia "ha raccolto l’eredità del fascismo e continua ad avere una stretta relazione con la sua base dichiaratamente fascista". E a Giorgia Meloni, più volte accostata al fascismo, vengono attribuite misure definite “liberticide" come il DDL Sicurezza che, fra le altre misure, ha permesso la detenzione e deportazione dei migranti.

## I romanzi
Il primo romanzo di Carlo Greppi, Non restare indietro (Feltrinelli 2016) affronta il tema della memoria della Shoah e del rapporto stretto che questo evento ha con il presente. Greppi si è ispirato alla sua esperienza di fondatore dell'Associazione Deina: affrontare le memoria del Novecento attraverso viaggi nei luoghi degli eventi per capirne le ragioni, per analizzare il contesto e per chiarire le condizioni che hanno portato uomini e donne a esserne parte, come vittime e come persecutori. Greppi, nel raccontare la storia di Francesco, ragazzo un po' ribelle che, arrivando in una nuova scuola, è coinvolto nella preparazione al viaggio al campo di sterminio di Auschwitz-Birkenau che la classe sta per intraprendere. Francesco ama il calcio, le amicizie, inizialmente è chiuso ma affronta un'esperienza destinata a cambiare le sue amicizie e la sua visione della storia.
La lettura è adatta ai giovani e il linguaggio colto ma informale. Greppi apre il cassetto delle fonti storiche, fa capire come si arriva a comprendere un evento storico e cosa questo ha ancora da dire e da insegnare perché ognuno si ponga in modo critico verso quello che lo circonda. Quali scelte, quali possibilità ha ognuno di noi di fronte agli eventi del passato e a quelli del presente?
Greppi ha pubblicato nel 2018 un sequel del romanzo, intitolato Bruciare la frontiera, nel quale i personaggi principali, nel frattempo cresciuti, si trovano a scoprire quanto accade oggi e quanto accaduto in passato sulla frontiera italo-francese, tra Ventimiglia e Bardonecchia.
Nel 2020 esce il libro, sempre per ragazzi, La storia sei tu. 1000 anni in 20 nonni, con illustrazioni di Marco Paschetta, e nel 2023 I Pirati delle Montagne, entrambi editi da Rizzoli.

## La collaborazione con la Rai

### Rai Storia
Carlo Greppi è stato conduttore, inviato e ospite in varie trasmissioni di Rai Storia: in particolare ha condotto sette speciali per la trasmissione Il tempo e la storia ed è stato inviato per il magazine Argo.

### Radio Rai
Per Radio 3 Greppi ha ricostruito le giornate del 25 aprile 1945 e del 9 novembre 1989, all'interno del programma Un giorno nella storia; ha narrato cinque storie di partigiani per il programma Belle storie. Donne e uomini nella Resistenza.  
Ha poi partecipato a una puntata della trasmissione  Le meraviglie. In occasione del 25 aprile del 2021 ha realizzato un reportage dalla Borgata Paraloup, in valle Stura, in provincia di Cuneo, che è ora un podcast disponibile nel sito della trasmissione. Nella Borgata Paraloup, dopo l'8 settembre 1943, dodici antifascisti, guidati da Duccio Galimberti e Dante Livio Bianco, hanno creato un luogo di raccolta e di incontro dei partigiani della zona. L'8 febbraio del 1944, come ricorda Nuto Revelli nell'introduzione al Il mondo dei vinti, i partigiani erano 149. Facevano parte delle formazioni Giustizia e Libertà del Partito d'Azione, al quale Greppi ha dedicato diversi altri suoi lavori, in particolare la curatela per Laterza, con David Bidussa, di diversi scritti di Ferruccio Parri ora editi in Come farla finita con il fascismo.
Ha anche collaborato con i programmi Wikiradio e Patria e Libertà. Vite di donne e uomini antifascisti, per il quale nel 2024 ha raccontato le vite di Parri, di Iris Versari e di Giorgio Marincola.

## Il Fact Checking di storia
Carlo Greppi per la casa editrice Laterza dirige la serie Fact Checking: la Storia alla prova dei fatti.
- Carlo Greppi,  L'antifascismo non serve più a niente, 2020
- Eric Gobetti, E allora le foibe?, 2021 (2ª ed. 2023)
- Chiara Colombini, Anche i partigiani però..., 2021 (VI ristampa 2022)
- Francesco Filippi Prima gli italiani!, 2021
- Pino Ippolito Armino Il fantastico regno delle Due Sicilie,2021 (III ristampa 2023)
- Tommaso Speccher, La Germania sì che ha fatto i conti con il nazismo, 2022
- Alice Borgna, Tutte storie di maschi bianchi morti..., 2022
- Mimmo Franzinelli, Il fascismo è finito il 25 aprile, 2022
- Gianluca Falanga, Non si parla mai dei crimini del comunismo, 2022
- Giusto Traina, I greci e romani ci salveranno dalla barbarie, 2023
- Laura Schettini, L'ideologia gender è pericolosa, 2023
- Tomaso Montanari, Le statue giuste, 2024
- Benedetta Tobagi, Le stragi sono tutte un mistero, 2024
- Arturo Marzano, Questa terra è nostra da sempre. Israele e Palestina, 2024
- Valentine Lomellini, Non si tratta con i terroristi, 2024
- Maurizio Binaghi, La Svizzera è un paese neutrale (e felice), 2025

I volumi pubblicati finora hanno l'obiettivo di rivedere fatti storici recenti alla luce dell'insieme delle fonti disponibili. In particolare la serie è attenta a smascherare le fake news a carattere storico che, soprattutto in rete, fomentano politiche di odio e creano disinformazione.

## Opere

### Saggi storici
- L'ultimo treno. Racconti del viaggio verso il lager, introduzione di David Bidussa, Roma, Donzelli, 2012, ISBN 978-88-6036-734-1. [In occasione del Giorno della Memoria del 2013 l'autore è stato invitato al Quirinale dal Presidente della Repubblica]
- Curatela di Bruno Segre, Quelli di via Asti. Memorie di un detenuto nelle carceri fasciste nell'anno millenovecentoquarantaquattro, prefazione di Diego Novelli, Torino, SEB 27, 2013. ISBN 978-88-86618-96-0.
- La nostra Shoah. Italiani, stermino, memoria, Milano, Feltrinelli, 2015. ISBN 978-88-58-85382-5. (e-book)
- Uomini in grigio. Storie di gente comune nell'Italia della guerra civile, Milano, Feltrinelli, 2016, ISBN 978-88-07-11143-3.
- Traduzione e curatela di Piotr M. A. Cywinski, Non c'è una fine. Trasmettere la memoria di Auschwitz, Torino, Bollati Boringhieri, 2017, ISBN 978-88-339-2834-0.
- 25 aprile 1945, Bari-Roma, Laterza 2018, ISBN 978-88-581-2890-9.
- L'età dei muri. Breve storia del nostro tempo, Milano, Feltrinelli, 2019, ISBN 978-88-07-49249-5.
- Curatela con David Bidussa di Ferruccio Parri, Come farla finita con il fascismo, Bari-Roma, Laterza, 2019, ISBN 978-88-581-3418-4.
- La storia ci salverà. Una dichiarazione d'amore, Torino, Utet, 2020, ISBN 978-88-511-7695-2.
- L'antifascismo non serve più a niente, Bari-Roma, Laterza, 2020, ISBN 978-88-581-4037-6.
- Il buon tedesco, Bari-Roma, Laterza, 2021, ISBN 978-88-581-4373-5. Premio Fiuggi Storia 2021
- Un uomo di poche parole. Storia di Lorenzo, che salvò Primo, Bari-Roma, Laterza, 2023, ISBN 978-88-581-4890-7.
- storie che non fanno la storia, Bari-Roma, Laterza, 2024, ISBN 978-88-581-5518-9.
- Curatela con Chiara Colombini della Storia internazionale della Resistenza italiana, Bari-Roma, Laterza 2024, ISBN 9788858155608.
- Figlia mia. Vita di Franca Jarach, desaparecida, Bari-Roma, Laterza 2025, ISBN 9788858154090.

### Romanzi per ragazzi
- Non restare indietro, Milano, Feltrinelli, 2016, ISBN 978-88-07-92267-1.
- Bruciare la frontiera, Milano, Feltrinelli, 2018, ISBN 978-88-07-91039-5.
- I Pirati delle Montagne, Milano, Rizzoli, 2023, ISBN 978-88-17-17923-2.

### Libri per ragazzi
- La storia sei tu. 1000 anni in 20 nonni, illustrazioni di Marco Paschetta, Milano, Rizzoli, 2019, ISBN 978-88-17-14155-0.
- Si stava meglio quando si stava peggio. [20 luoghi comuni da sfatare], Milano, Chiarelettere, 2021, ISBN 978-88-329-6388-5.

### Altre pubblicazioni
- Un'altra storia. Le memorie di Mohamed Fekini, patriota libico, in "I Sentieri della ricerca", n. 9/10, settembre 2009, p. 207-271.
- La Grande Guerra e i suoi detriti, in "Doppiozero.com", 25 novembre 2018.
- Andrà tutto bene, in 1938. Storia, racconto, memoria, a cura di Simon Levis Sullam, Firenze, Giuntina, 2018, ISBN 978-88-8057-763-8.
- Traumi seriali. Dalla Grande Guerra di Peaky Blinders alla spiaggia di Dunkirk, in Valentina Colombi, Carlo Greppi, Enrico Manera, Giorgio Olmoti, Renato Roda, I linguaggi della contemporaneità. Una didattica digitale per la storia, introduzione di Giovanni De Luna, Bologna, Il mulino, 2018, ISBN 978-88-15-27546-2.
- Traumi illustrati. La guerra secondo Gipi, Larcenet e Reviati, in Valentina Colombi, Carlo Greppi, Enrico Manera, Giorgio Olmoti, Renato Roda, I linguaggi della contemporaneità. Una didattica digitale per la storia, introduzione di Giovanni De Luna, Bologna, Il mulino, 2018, ISBN 978-88-15-27546-2.
- Prefazione a Francesco Filippi, Mussolini ha fatto anche cose buone. Le idiozie che continuano a circolare sul fascismo, Torino, Bollati Boringhieri, 2019, ISBN 978-88-339-3274-3.
- Ora tocca noi. Il 25 aprile, il reale e il virtuale, le generazioni, in "Italia contemporanea", n. 296, 2021, p. 145-173.
- L'amarezza e la tenacia. Nella seconda guerra mondiale e nella Resistenza, in Nicola Labanca (a cura di), Ferruccio Parri e le Italie del Novecento, Roma, Viella, 2021.
- Come ce lo raccontiamo: il fascismo in rete, saggio nell'Annale LVI Fascismo e Storia d’Italia. A un secolo dalla Marcia su Roma. Temi, narrazioni e fonti della Fondazione Giangiacomo Feltrinelli, a cura di Giovanni De Luna, Milano, Feltrinelli, 2022.
- Prefazione a Filippo Colombara, Contro lo stato presente delle cose. Tre storie di gente non comune (1921-1945), Pisa, ETS, 2023, ISBN 978-88-467-6535-2.
- The Italian historiographical debate and the Fact Checkers movement, con Eric Gobetti e Gianluca Falanga, "Modern Italy", vol. 28, special issue n. 4, November 2023.
- Introduzione a Leili Maria Kalamian, Il bambino e il soldato. Una storia vera, Calendasco, Le Piccole pagine, 2024, ISBN 978-88-99171-54-4.

### Per la scuola
- Trame del tempo, con Caterina Ciccopiedi, Valentina Colombi e Marco Meotto, 3 voll.+3 fascicoli, Bari-Roma, Laterza, 2022. Corso di storia per la scuola secondaria di secondo grado
- La storia è presente. [Storie nella storia, educazione civica, metodo di studio, apprendimento cooperativo, didattica inclusiva], con Roberto Persico, con la collaborazione didattica di Alessandra D'Alessandro e Sonia Zanier, 3 voll., Milano, Garzanti scuola, 2023. Corso di storia per la scuola secondaria di primo grado

## Premi e riconoscimenti
- 25 aprile 1945 è stato nella rosa dei titoli selezionati per il Premio Viareggio Rèpaci.
- Non restare indietro ha vinto la sezione ragazzi del Premio Letterario Adei Wizo[19].
- Il buon tedesco ha vinto la XII edizione del premio FiuggiStoria e e il XVIII premio Giacomo Matteotti della Presidenza del Consiglio dei ministri.
- Un uomo di poche parole. Storia di Lorenzo, che salvò Primo, ha vinto la sezione saggistica – premio “Aldo De Leo” – della XIX edizione del Premio letterario “Città di Siderno”, la categoria saggistica della I edizione del Premio TIR – The Italian Review e la III edizione del Premio letterario nazionale “Città di Ceglie Messapica”.